# Francesco Crispi
Francesco Crispi (født 4. oktober 1819 i Ribera på Sicilien (provinsen Girgenti), død 12. august 1901) var en italiensk statsmand af albansk afstamning (en farbroder var biskop for den græsk-unerede kirke på øen).

## Virke for Italiens samling
Crispi blev tidligt advokat i Palermo og 1846 i Neapel, men efter opstanden på Sicilien i januar 1848 vendte han tilbage til sin fødeø, valgtes til dens særlige parlament og blev generalsekretær i dens krigsministerium. Han blev derfor landsforvist maj 1849, drog først til Genova, men udvistes 1853 som tilhænger af Mazzini og tog 1853-55 ophold på Malta; drog derfra til Paris, hvor han ligeledes blev udvist 1858, og endelig til London, hvor han knyttede sig nært til Mazzini. I dennes ærinde gennemrejste han 1859 Sicilien for at undersøge stemningen og var foråret 1860 en af hovedmændene i forberedelsen af toget til Sicilien, samt overtalte Garibaldi til at stille sig i spidsen derfor. Han fulgte selv med på toget og kæmpede tappert ved Calatafimi; arbejdede i 3 måneder snart som minister, snart som Garibaldis sekretær på at ordne øens forvaltning; men skønt han havde været med at kundgøre Viktor Emmanuel som Italiens konge, søgte han dog at forhale øens tilknytning til Norditalien, dels fordi han personlig hyldede republikken, dels fordi han ogsaa ville have Kirkestaten befriet. Han lod derfor Nationalforsamlingens formand, Lafarina, føre bort fra Sicilien og modarbejdede den af Cavour indsatte prodiktator, Depretis, men vakte derved stor uvilje mod sig. I september tog han til Neapel og var her i et par uger udenrigsminister, men kunne ikke hindre folkeafstemningen om landets tilknytning til Norditalien.

## Medlem af det italienske deputeretkammer
I januar 1861 valgtes Crispi til det italienske deputeretkammer, hvor han siden uafbrudt havde sæde. Han sluttede sig straks til det radikale parti, men erklærede sig 1864 for kongedømmet, fordi det virkede samlende, medens republikken ville adskille og søgte 1867 at standse Garibaldi på vejen mod Rom. Derimod virkede han i september 1870 ivrigt for at drive regeringen frem til indtagelsen af Rom. Efter venstres sejr ved valgene 1876 blev Crispi, som afslog en ministerpost, formand i kammeret og foretog næste år en halvt officiel rejse først til London, derfra til Tyskland for at forhandle med Bismarck, siden til Wien og Budapest og endelig til Paris til møde med Gambetta, idet han søgte modvægt mod den daværende reaktionære regering i Frankrig. Efter sin hjemkomst blev Crispi i december 1877 indenrigsminister, dog kun i 70 dage, da han i marts det næste år måtte afgå på grund af en beskyldning for bigami, fordi han 1854 på Malta havde indgået et ægteskab, men 20 år senere skilt sig fra denne hustru og nu havde ægtet en anden, idet han gjorde gældende, at det første ægteskab ikke var formelt gyldigt - en opfattelse, som domstolene vel gav ham medhold i, men som dog vakte forargelse. I de følgende år bekæmpede Crispi først Cairolis ministerium og var siden en af lederne for den forenede opposition mod Depretis’, indtil han selv i april 1887 blev optaget i dette som indenrigsminister, og efter Depretis’ død i juli s.å. blev premier- og udenrigsminister. Som sådan aflagde han snart efter et nyt besøg hos Bismarck og fulgte 1889 kong Umberto på dennes rejse til Berlin. Siden var han ivrig talsmand for forbundet med Tyskland og Østrig, idet han fastholdt, at det kun sigtede til at værne Europas fred. Dog afbrød han 1888 forhandlingerne med Frankrig om en handelspagt, fordi der ikke fra fransk side vistes Italien tilbørligt hensyn.

## Oprustning og undertrykkelse
I den indre styrelse udvirkede han 1888 en udvidelse af valgretten til provins- og kommunalråd, dog uden at ville gå over til almindelig valgret, og 1890 en lov om forvaltning af de milde stiftelser med udelukkelse af præsterne. I januar 1891 måtte han fratræde, fordi han ikke ville indskrænke forsvarsudgifterne, men tværtimod forlangte nye skatter; men de voksende finansielle vanskeligheder bragte december 1893 på ny Crispi til magten som leder af et blandingsministerium, og han styrede nu med stor kraft og med en hensynsløshed, der mindede om den gamle revolutionsmand. De oprørske bevægelser på Sicilien blev undertrykt med blodig strenghed og talløse straffedomme; arbejderforeningerne opløstes, og for at opnå ligevægt i statshusholdningen vedtoges dels radikale skatteforslag, dels store indskrænkninger i embedspersonalet. Selvfølgelig vaktes derved stor modstand imod ham, og den skærpedes, da der 1894 rejstes klage over, at han havde været indviklet i den fallerede Banca Romanas affærer og havde modtaget store pengesummer derfra (anvendt i politisk øjemed). Han forstod dog at afværge stormen og skaffede sig endog ved valgene 1895 et stort flertal i Deputeretkamret. 

## Felttoget mod Abessinien
For at bortvende offentlighedens opmærksomhed fra de indre forhold fremkaldte han et felttog mod Abessinien, men de italienske troppers nederlag marts 1896 medførte hans øjeblikkelige fald. En parlamentarisk undersøgelse over hans forhold til de fallerede banker godtgjorde ganske vist, at der ikke forelå noget kriminelt, men Deputeretkamrets udvalg udtalte dog i 1898 en skarp misbilligelse over hans handlemåde. Siden spillede han ingen politisk rolle, tildels fordi en øjensvaghed en tid lang truede ham med fuldstændig blindhed. Crispi blev to gange genstand for mordforsøg, 13. september 1889 i Neapel af en republikaner, 16. juli 1894 i Rom af en anarkist. 